# Anapleus marginatus
Anapleus marginatus är en skalbaggsart som först beskrevs av J. L. Leconte 1853.  Anapleus marginatus ingår i släktet Anapleus och familjen stumpbaggar. Inga underarter finns listade i Catalogue of Life.